# Roger Feghali
Roger Feghali, né le 20 septembre 1973 dans le village de Wadi Chahrour, est un pilote de rallyes libanais.

## Biographie
Il inscrit sa propre écurie de compétition: MOTORTUNE RACING.
Entre 2001 et 2002 il a disputé 6 rallyes comptant pour le WRC.
Il a remporté à 17 reprises le Rallye du Liban depuis 2000; et à 12 reprises son championnat national depuis 1997.

## Palmarès
- Vainqueur de la "Course des Champions" du Moyen-Orient : 2001 et 2002 (Toyota RoC); et 2011 (RedBull Ras-b-Ras)
- 12 victoires et 17 Podium en Championnat du Moyen-Orient des Rallyes (MERC);
- Champion du Liban des Rallyes: 1997, 1998, 1999, 2000, 2007, 2008, 2009, 2010, 2011, 2012, 2014 et 2015;
- Champion du Liban des courses de côte 2015 et 2016;
- Vainqueur du Rallye du Liban (épreuve fréquente du MERC): 2000, 2003, 2004, 2006, 2007, 2008, 2009, 2010, 2011, 2012, 2013 et 2015;
- Vainqueur du Rallye d'Antibes (France) en 2015 et Vainqueur du Trophée Michelin au Rallye du Rouergue (France) 2014
- Vainqueur du Rallye des Cêdres (Liban): 1997, 1999, 2000, 2006, 2007, 2008, 2009, 2010, 2011, 2012, 2014 et 2015;
- Vainqueur du Rallye du Printemps (Liban): 1997, 1999, 2000, 2004, 2007, 2008, 2009, 2010, 2011, 2012, 2014, 2015 et 2017;
- Vainqueur de la Ronde Hivernale (Liban): 1997, 1998, 1999, 2000 et 2004;
- Vainqueur du Rallye de l'Été/Jezzine (Liban) : 2012, 2013, 2014 et 2015
- Vainqueur de 14 rallyes locaux en Jordanie;

- Vainqueur et detenteur du record de la Course de côte Tal el Rumman de Jordanie en 2007, 2013 et 2014;
- Vainqueur de la Course de côte Deir el Qamar en 2007, de la course de côte Falougha en 2014 et 2015 et la course de côte Arsoun, Baabdat et Bkessine 2016 (Liban);

- Vainqueur du Rallye Shiraz (Iran - MERC candidate) en 2014;
  - 2e du rallye de Chypre en 2010 (IRC et MERC);
  - 2e du rallye de Jordanie en 2009, 2012 et 2013 (MERC);
  - 2e du rallye Troodos en 2009 (MERC);
  - 2e du rallye Elpa Halkidikis en 2001 (et 1er du Groupe N) (ERC);
  - 2e du Groupe N du rallye de Catalogne en 2001 (WRC);
  - 3e du Groupe 1 600 cm3 du rallye Monte-Carlo en 2002 (J-WRC);
  - 2e du rallye Antibes 2016;
  - 4e du Championnat du Moyen-Orient des rallyes en 2003.